# غراهام مور (لاعب كرة قدم)
غراهام مور (بالإنجليزية: Graham Moore)‏ (7 مارس 1941 في المملكة المتحدة - 9 فبراير 2016) هو لاعب كرة قدم بريطاني في مركز الوسط. شارك مع منتخب ويلز لكرة القدم. أما مع النوادي، فقد لعب مع تشارلتون أثلتيك وتشيلسي وكارديف سيتي ومانشستر يونايتد ونادي دونكاستر روفرز ونادي نورثامبتون تاون.

## وصلات خارجية
- غراهام مور على موقع قاعدة بيانات كرة القدم.إي يو (الإنجليزية)